# María Santísima de la Soledad Coronada (Priego de Córdoba)

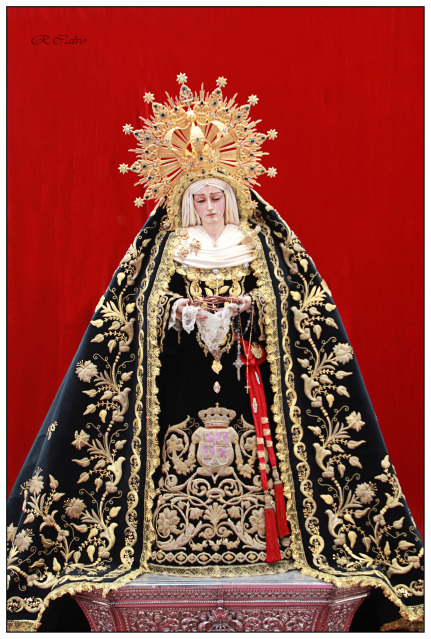

María Santísima de la Soledad Coronada es una talla de candelero barroca, titular de la Real Hermandad y Cofradía Sacramental del Santo Entierro de Cristo y María Santísima de la Soledad Coronada de Priego de Córdoba, fundada el 20 de enero de 1594 y con sede en la Iglesia de San Pedro (Priego de Córdoba).
De autor desconocido, se ha atribuido a José de Mora.
Aunque en las primitivas constituciones ya se nombra la imagen de la Virgen, es muy probable que no sea la que podemos contemplar actualmente, y ésta sea la imagen que se encargara para la Hermandad de rogativa que se funda en 1684 con motivo de las pestes y las sequías que asolan la villa de Priego de Córdoba, de ahí que se atribuya a José de Mora, por coincidencia de fechas y porque la gran mayoría de imágenes del templo alcantarino son del maestro granadino.
El rostro de la Virgen es la expresión de un dolor sereno, infinitamente hondo pero, no escandaloso ni estridente. Con la mirada baja, de recatado pudor. Las largas cejas (seña de José de Mora), negras de tolerancia y onduladas de sufrimiento, enmarcan unos ojos llorosos, resignados por el desencanto del Hijo muerto, de los que se han desprendido siete lágrimas de cristal como los siete Dolores de María, como retazos del alma dolorida de una Madre sola y angustiada que mantiene os labios cerrado, esbozando un suspiro contenido.
En la actualidad tiene las manos separadas en las que porta un pañuelo para secar su llanto que le sirve como sudario para portar la corona de espinas que ya ha quitado a su Hijo muerto; antiguamente tenía las manos entrelazadas, típico en la escuela granadina.
La Virgen de la Soledad procesiona la tarde-noche del Viernes Santo tras el cuerpo yacente de su Hijo como dolorosa y el tercer domingo de mayo en sus fiestas votivas establecidas en 1684.

## Coronación Canónica de Nuestra Señora de la Soledad

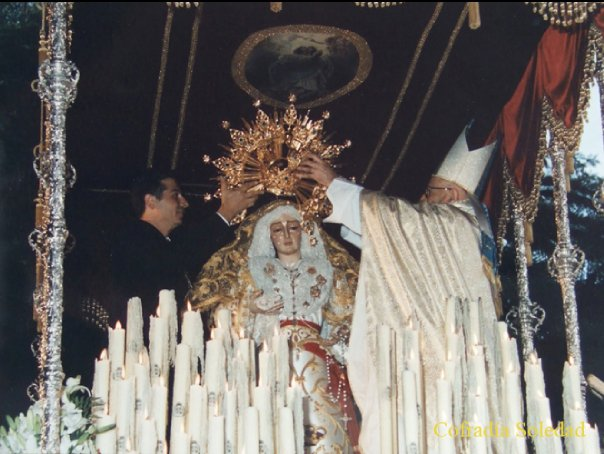
Coronación Canónica

El 26 de junio de 1994, dentro de los actos y cultos en conmemoración de lV Centenario Fundacional de la Real Cofradía, tuvo lugar la Coronación Canónica de Nuestra Señora de la Soledad.
Todas las Hermandades de Priego acompañaron a la Santísima Virgen de la Soledad además de hermandades de Córdoba, Granada y Sevilla, entre ellas la de Araceli de Lucena, la del Castillo de Carcabuey, Angustias de Córdoba, Santo Entierro de Baena, Santo Sepulcro de Granda o Servitas de Sevilla.
La procesión se inició a las 19:30 desde la Iglesia de San Pedro Apóstol, con la Cruz parroquial, mantillas, hermandades y agrupaciones religiosas locales, hermandades de otras localidades, Junta de Gobierno, Seises (que aparecía por primera vez) y el paso de la Santísima Virgen de la Soledad sin corona en sus sienes; y tras el paso la Banda de Música de Ntra. Sra. de la Oliva de Salteras (Sevilla).
Al llegar a la Iglesia de Ntra. Sra. del Carmen, se incorporó al cortejo el Excmo. Y Rvdmo Sr. D José Antonio Infantes Florido, Obispo de Córdoba, revestido con capa pluvial, báculo y mitra, acompañado por todos los sacerdotes del Arciprestazgo y otros pueblos y ciudades cercanas, unos veinte sacerdotes en total.
El cortejo procesional llegó a la Fuente del Rey (Priego de Córdoba) hasta alcanzar el altar preparado para tal ocasión delante de la Cruz de los Caídos. Sobre la misma se colocó el Cristo del Descendimiento de la Cofradía.
A la derecha del altar se ubicó la coral Alonso Cano de Priego, que de rigurosa etiqueta recibió a la Virgen a los sones de las Letanías lauretanas.
La Pontifical de Lorenzo Perosi dio paso a la Coronación Canónica de Nuestra Señora de la Soledad. El rito de Coronación empezó con la lectura del decreto, realizada por el párroco consiliario D. Manuel Cobos Rísquez, a lo que siguió la bendición de la corona e imposición de la misma por parte del Obispo, auxiliado por el Mayordomo. Una salva de cohetes y el canto del “Hallelujah” de Georg Friedrich Händel hicieron los honores a la Reina y Señora de Priego, coronada por cielos y tierra, coronada por su pueblo de Priego.
Seguidamente y en honor del Santísimo Sacramento y de la Santísima Virgen de la Soledad ahora Coronada, danzaron los Seises de la Cofradía.

## XXV Aniversario de la Coronación Canónica
El sábado 29 de junio de 2019, día de San Pedro Apóstol, tuvo lugar la Solemne Pontifical del XXV Aniversario de la Coronación Canónica de Nuestra Señora de la Soledad en la Fuente del Rey, mismo escenario en el que en 1994 fue coronada la devota imagen.

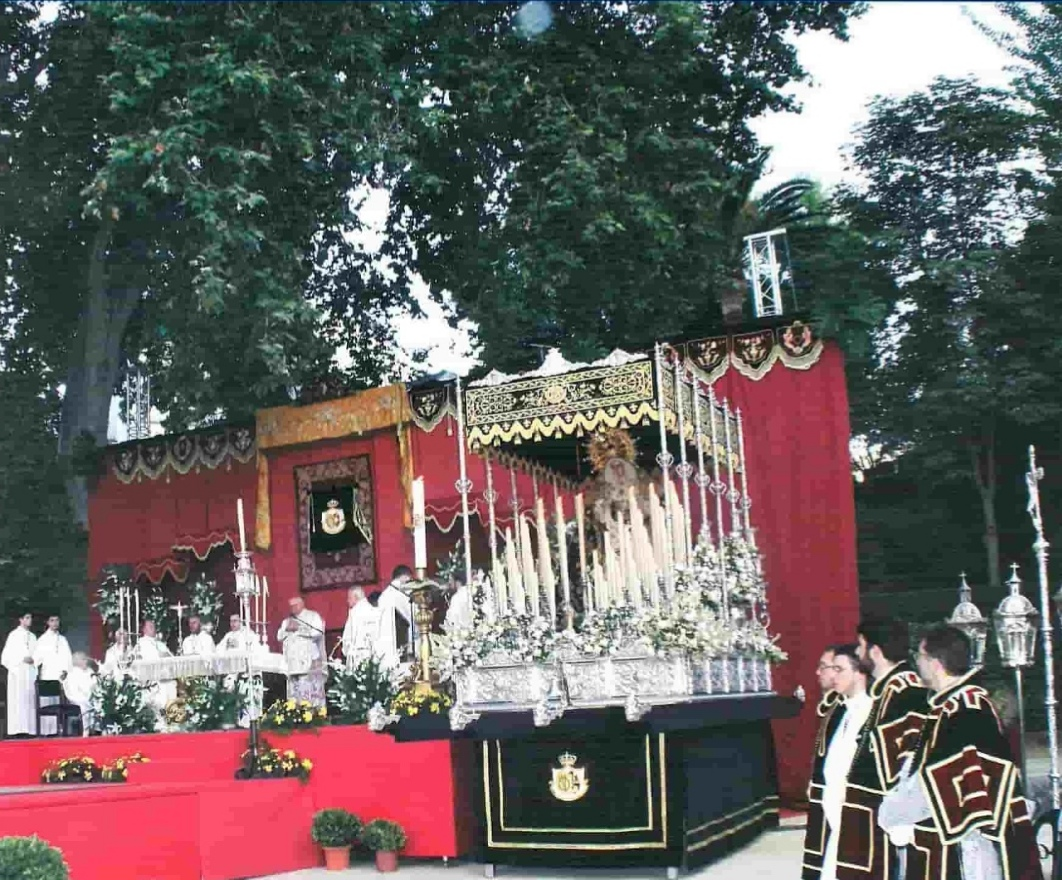
Pontifical en la Fuente del Rey del XXV Aniversario de la Coronación Canónica

Alcalá Ortiz, Enrique (1994). Soledad en Todos. Priego de Córdoba: Real Cofradía del Santo Entierro de Cristo y María Santísima de la Soledad.